# Бюджеты крестьянских хозяйств
Бюджеты крестьянских хозяйств — разновидность выборочных подворных переписей крестьянских хозяйств. Осуществлялись преимущественно земствами, а также статистическими отделениями Министерства землеустройства и земледелия и Министерства государственных имуществ.
Первые массовые бюджеты крестьянских хозяйств были собраны в 1870-х — по Новгородской (1874—1879), Самарской (1874—1879), Черниговской (1875—1876) и др. губерниям. Однако широко начинают собираться с 1885. Последние бюджеты были собраны в 1917 по Иркутской губернии.
Всего с 1870-х по 1917 было собрано 11500 бюджетов крестьянских хозяйств, в том числе 9822 по европейской и 1733 по азиатской части России.
По типу делились на единичные — всего собран 201 бюджет, или 1,7 % и массовые 11354 бюджетов, или 98,3 %. По методу сбора материала — на анкетный (корреспондентский) 1008 бюджетов, или 8,7 %, и экспедиционный 10547 бюджетов, или 91,3 %.

## Методы сбора
Анкетный метод сбора осуществлялся путём рассылки анкет в исследуемые хозяйства. Такой метод, вследствие своей дешевизны, сравнительно с экспедиционным, позволял охватить исследованием большее число объектов. Но отрицательной стороной анкетного метода являлась более низкая точность сведений, чем при непосредственном опросе.
Экспедиционный метод заключался в прямом опросе крестьян по определенной программе за прошлый год, или за ряд лет (по воронежским программам).
Представляют собой выборочные обследования, причем размер выборки был невелик — не более 1 % от генеральной совокупности (обычно — в масштабах уезда или губернии). Это было связано с большой трудоемкостью и, следовательно, дороговизной бюджетных обследований.
Для отбора описываемых хозяйств использовались типические и механические выборки (механические — только при обследовании в Калужской губернии в 1896—1897, где было описано 2417 хозяйств — 20,9 % от всех собранных по России бюджетов). Среднее количество обследованных по губерниям бюджетов составляет около 145, если учитывать только массовые бюджеты — 270.
Основной целью всех бюджетов было получение данных о приходах и расходах в крестьянском хозяйстве и об их общем социально-экономическом положении.
В программы бюджетных описаний, как правило, включались вопросы о размерах и распределении трудовых ресурсов, балансе рабочей силы, материально-технической базе (землевладение и землепользование, скот, орудия, инструмент, постройки), сельскохозяйственном производстве (посевная площадь, урожайность, валовые сборы продуктов земледелия и животноводства), техника полеводства, производственные расходы и т. д. Многие бюджеты очень подробно учитывали стоимость и состав имущества — строения, скот, сельскохозяйственные орудия и машины, инструменты, одежду, бытовые предметы. Положительным моментом является так же то, что многие показатели даются в стоимостном выражении. Денежный баланс учитывался почти во всех бюджетах, но с разной степенью полноты.
Бюджеты дают сведения по основным натуральным и денежным статьям доходов и расходов на производственные и личные нужды, позволяющие исследовать структуру бюджета, доходность отдельных отраслей и культур сельского хозяйства и общую доходность крестьянского хозяйства. Особенно ценным являются показатели размеров отчуждаемой сельскохозяйственной продукции, что позволяет судить об уровне товарности крестьянского хозяйства
По некоторым территориям (Воронежская губ.) бюджеты собирались дважды: 1884—1891 и 1900, что дает возможность изучать динамику крестьянского хозяйства.
Бюджеты крестьянских хозяйств Пензенской губернии 1913 в стоимостном выражении учли баланс рабочей силы в крестьянском хозяйстве, что позволяет четко выделить различные социальные типы в крестьянском хозяйстве.
Бюджетные описания не имеют равных себе среди других массовых источников по глубине и подробности описания крестьянского хозяйства. Многие бюджеты содержат более тысячи признаков. Богатейший выбор показателей дает возможность широкого применения методов многомерного статистического анализа при группировке крестьянских хозяйств, а также различных методов математико-статистического анализа данных бюджетных обследований.
Содержат много оригинальных прямых сведений, позволяющих определять социально-экономический строй крестьянского хозяйства. Являются одним из основных источников при изучении таких важнейших вопросов, как имущественная дифференциация, горизонтальная социальная мобильность, структура дохода и имущества крестьянского хозяйства и т. д.

## Недостатки
Как исторический источник, имеют ряд недостатков: во-первых, при составлении бюджетов приходилось иметь дело с более-менее зажиточными хозяевами, что несколько искажает реальную картину; во-вторых, требование количественного учета факторов, не поддающихся оценке и учету, приводило к введению в бюджеты определенного количества условных коэффициентов и приблизительных расчетов; в-третьих — это не репрезентативность (слишком маленькая выборка) данных бюджетов; в-четвертых, при отборе «типических» хозяйств выборка часто формировалась не по научным критериям, а на основе субъективного отбора статистиками.
Вовлеченность бюджетов в научный оборот не соответствовала их информационному потенциалу. Удовлетворительно была разработана лишь часть лучших бюджетов — воронежские (1887—1896), калужские (1896—1897), вятские (1900), вологодские (1903—1911), харьковские (1910), полтавские (1910), московские (1911), пензенские (1913) и др.
Неоднократно становились предметом специальных научных исследований. Среди наиболее известных работ по анализу — исследования Ф. А. Щербины, А. В. Чаянова и И. Д. Ковальченко.